# Atheris broadleyi
Espèce
Atheris broadleyi est une espèce de serpents de la famille des Viperidae. 

## Répartition
Cette espèce se rencontre au Nigeria, au Cameroun, au Congo-Brazzaville et en République centrafricaine.

## Description
L'holotype de Atheris broadleyi, une femelle adulte, mesure 660 mm dont 110 mm pour la queue. Cette espèce est essentiellement nocturne. C'est un serpent venimeux arboricole.

## Étymologie
Cette espèce est nommée en l'honneur de Donald George Broadley.

## Publication originale
- Lawson, 1999 : A new species of arboreal viper (Serpentes: Viperidae: Atheris) from Cameroon, Africa. Proceedings of the Biological Society of Washington, vol. 112, no 4, p. 793-803 (texte intégral).